# Адирсу
43°18′34″ пн. ш. 42°45′17″ сх. д. / 43.309313° пн. ш. 42.754641° сх. д.Адирсу (Адирсу, карач.-балк. Адыр-Суу, дослівно — «річка з хребтом», район Приельбрусся, Кабардино-Балкарська Республіка. Верхів'я річки розташоване за 142 км на правому березі Баксану в селі Верхній Баксан. Довжина річки 14 км, площа водозбору 117 км².
Водна система: Баксан → Малка → Терек → Каспійське море.

## Галерея

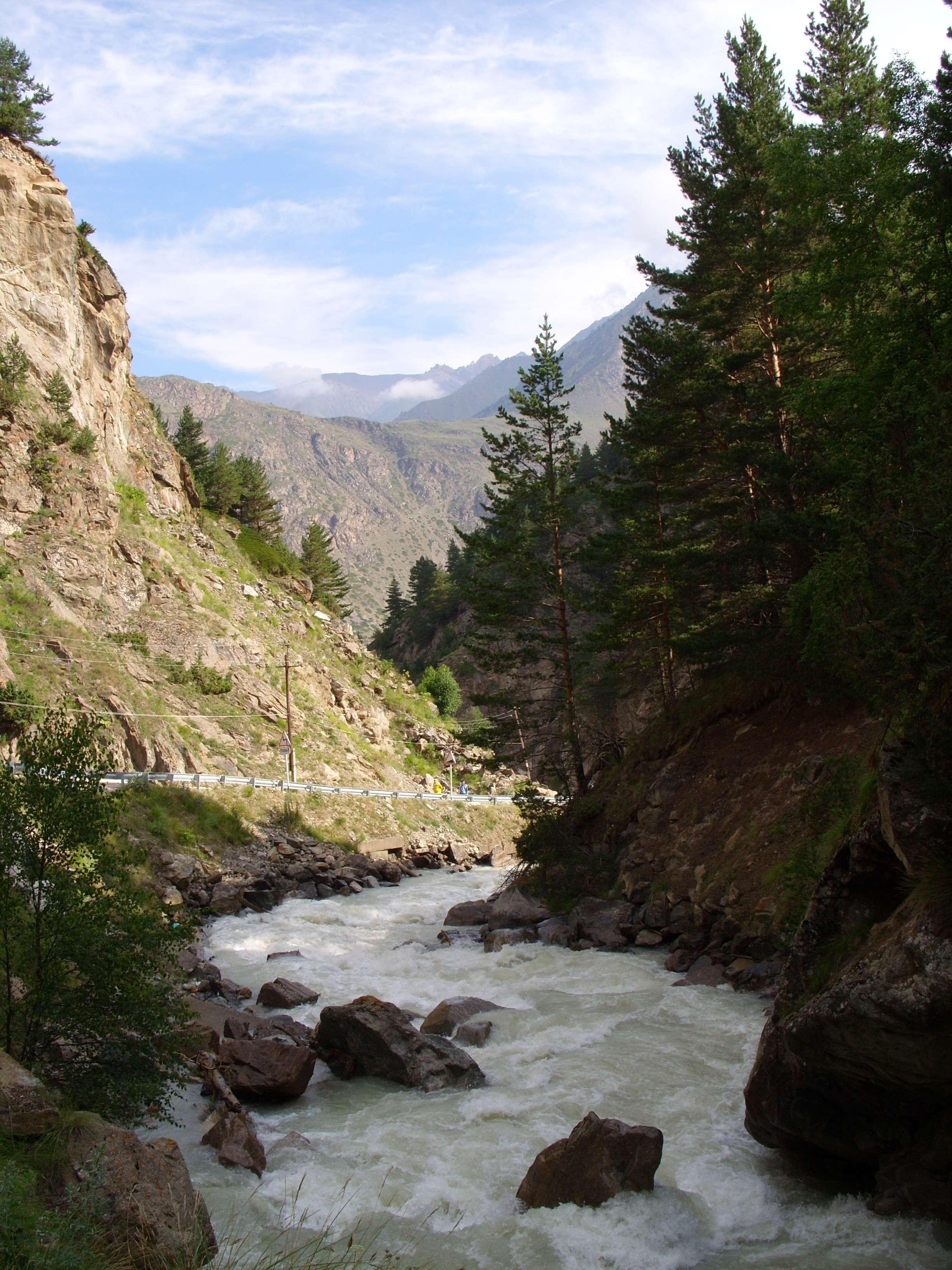
Ущелина і річка Адир-Су
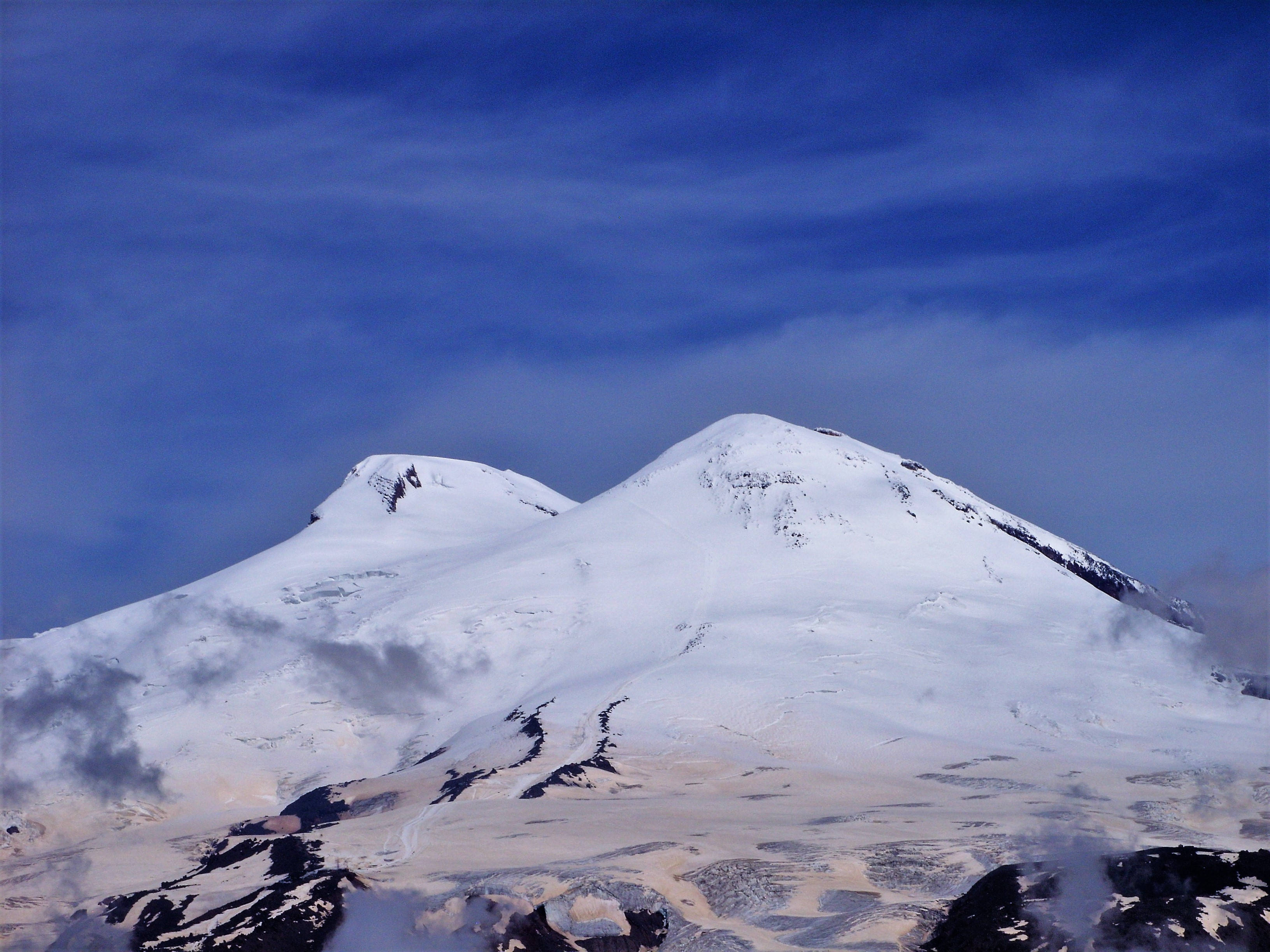
Вид на Ельбрус з Чегету
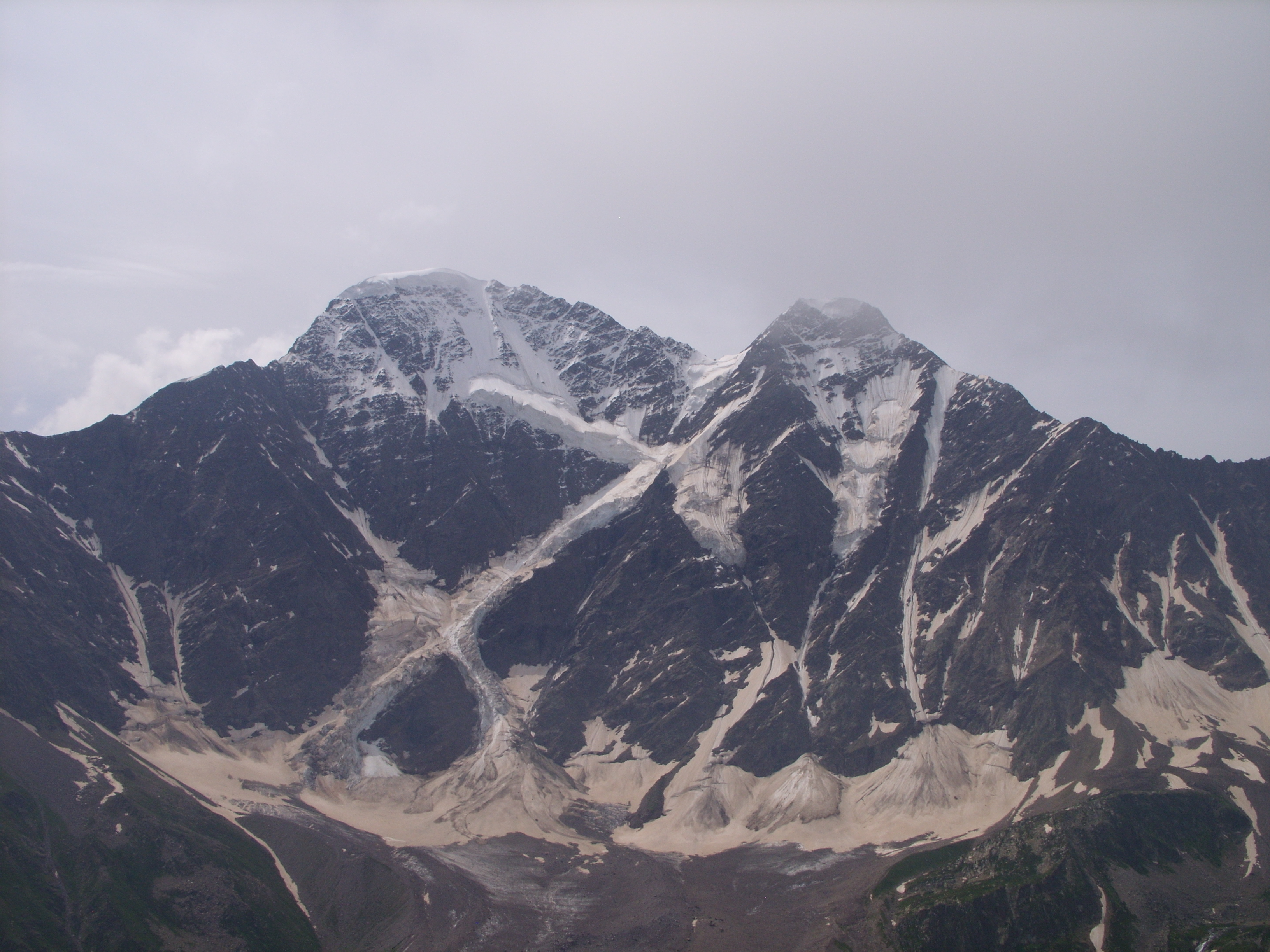
Вид на Донгузорун з Чегету
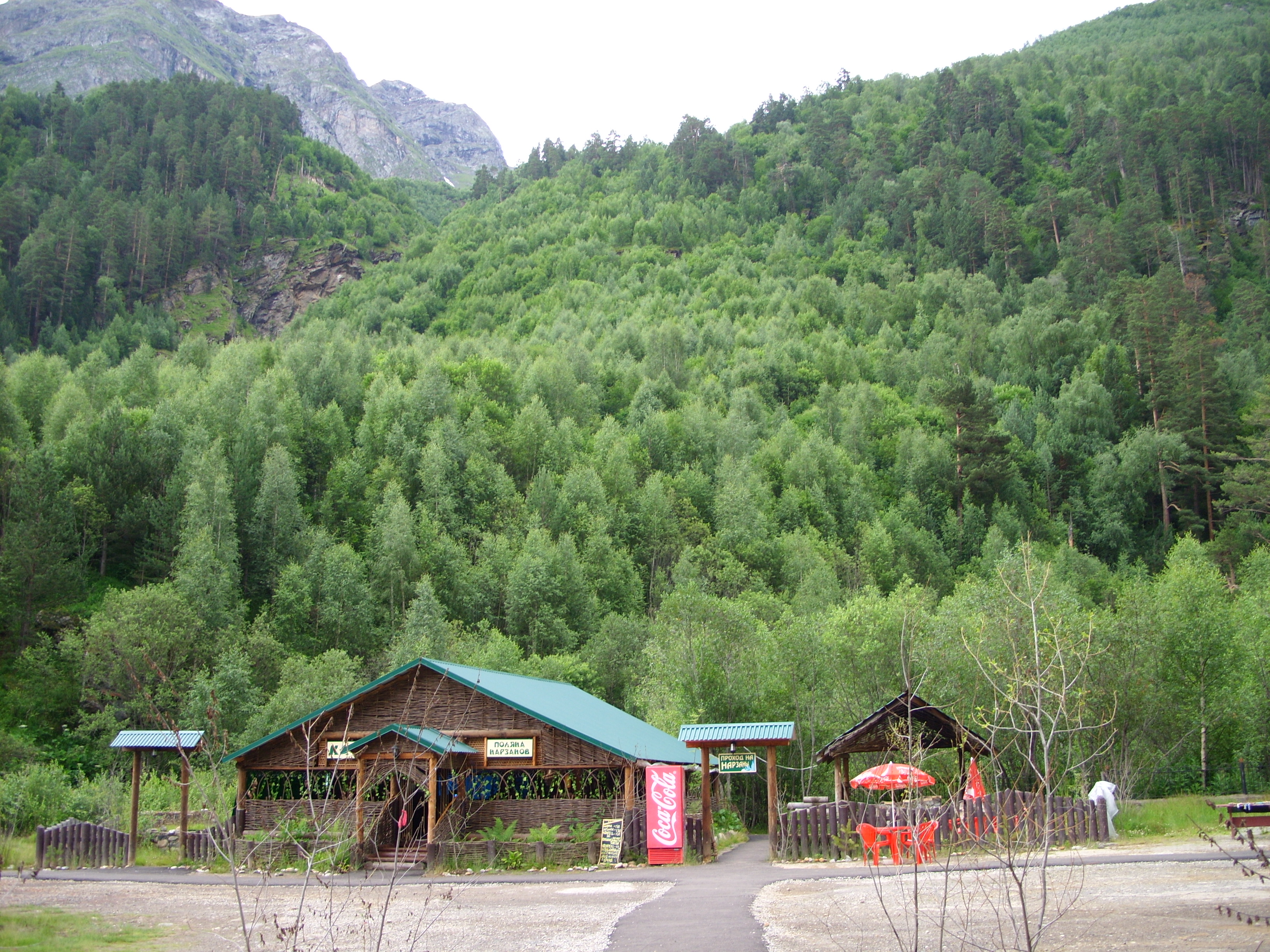
Галявина нарзанів
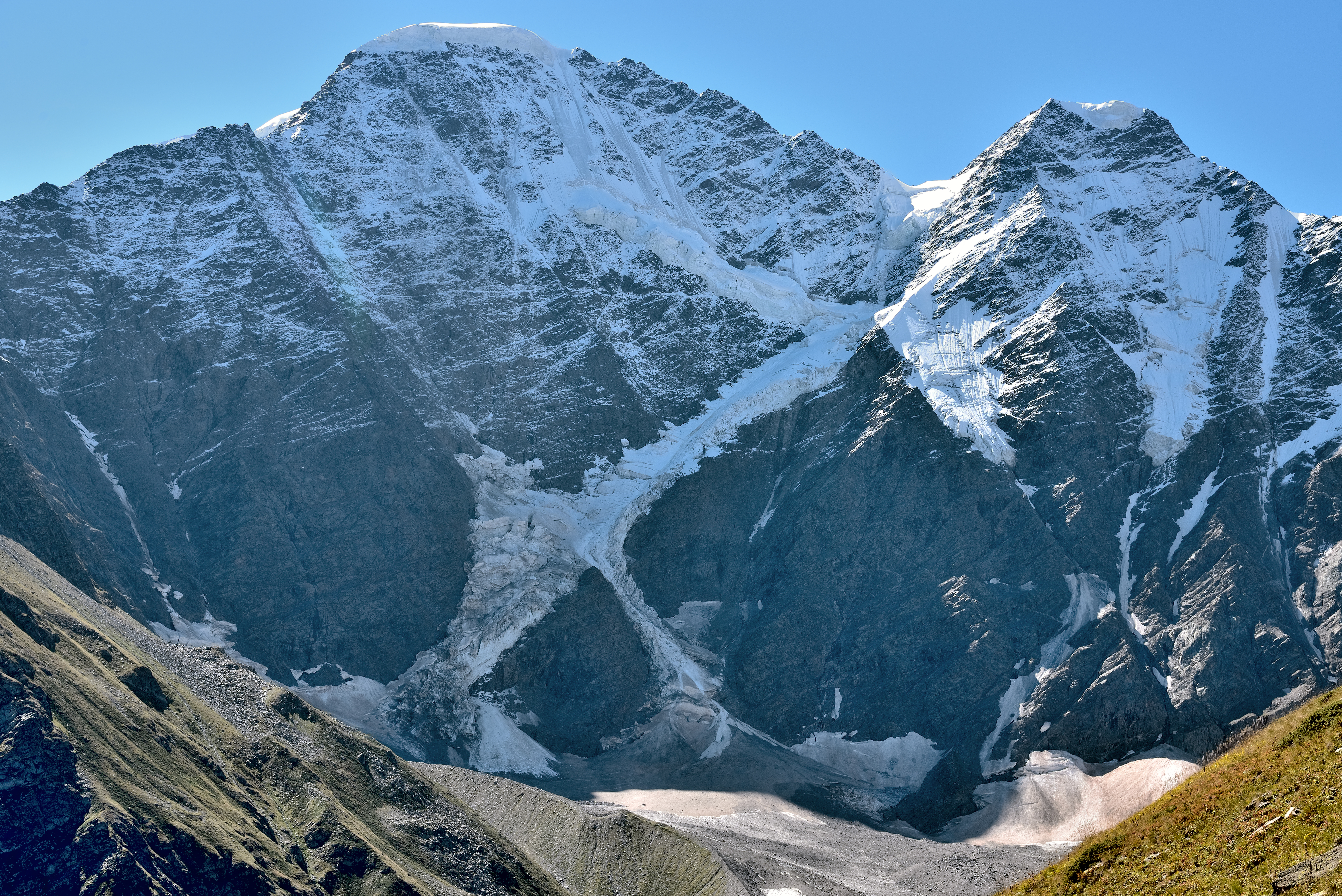
Льодовик "сімка" (Донгузорун)
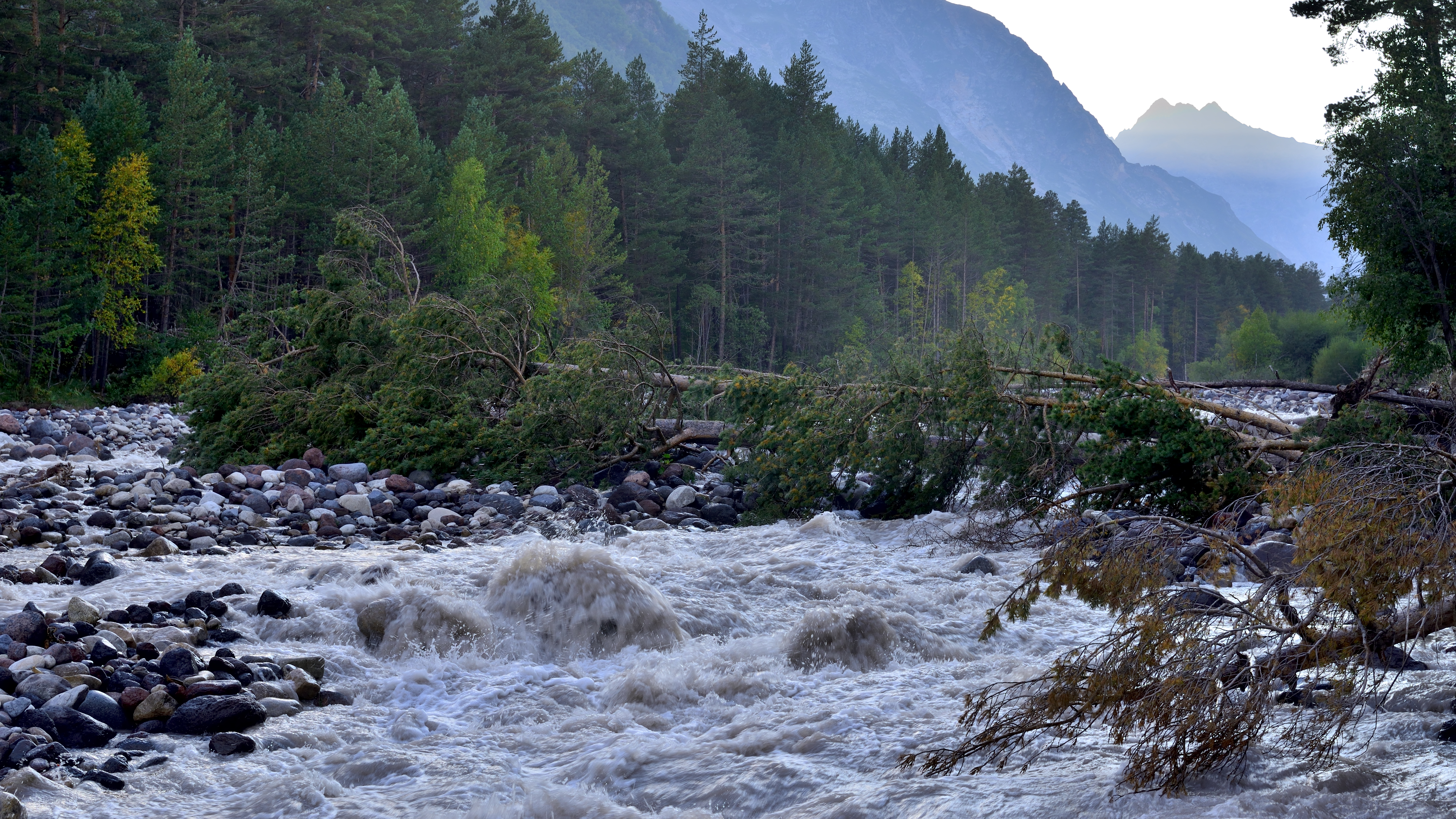
Річка Баксан